# Apoteket Elefanten

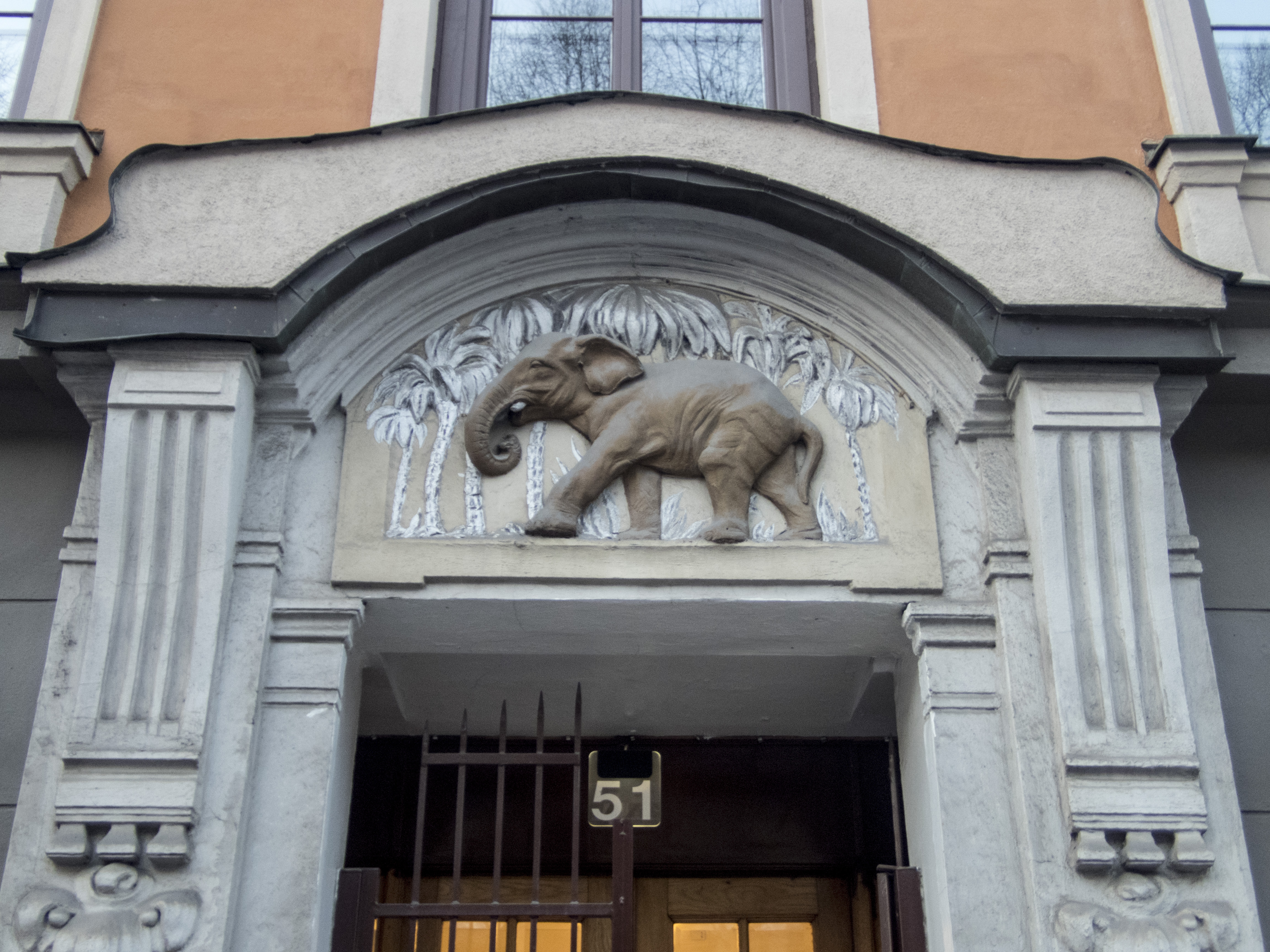
Apoteket Elefantens gamla emblem över porten vid Karlavägen 51.

Apoteket Elefanten var ett apotek som inrättades år 1884 vid nuvarande Karlavägen 51 på Östermalm i Stockholm. Där låg Apoteket fram till 1975 då det stängde. Idag finns ett apotek med samma namn vid Humlegårdsgatan 10 där det är en filial av Apoteket AB.

## Namnet
"Elefanten" som apoteksnamn hade visst reklamvärde och syftade samtidigt på många läkemedels exotiska ursprung. Som medicin användes exempelvis elfenben (Dentes elephantis) för att underlätta förlossning samt mot feber och gulsot.

## Historik

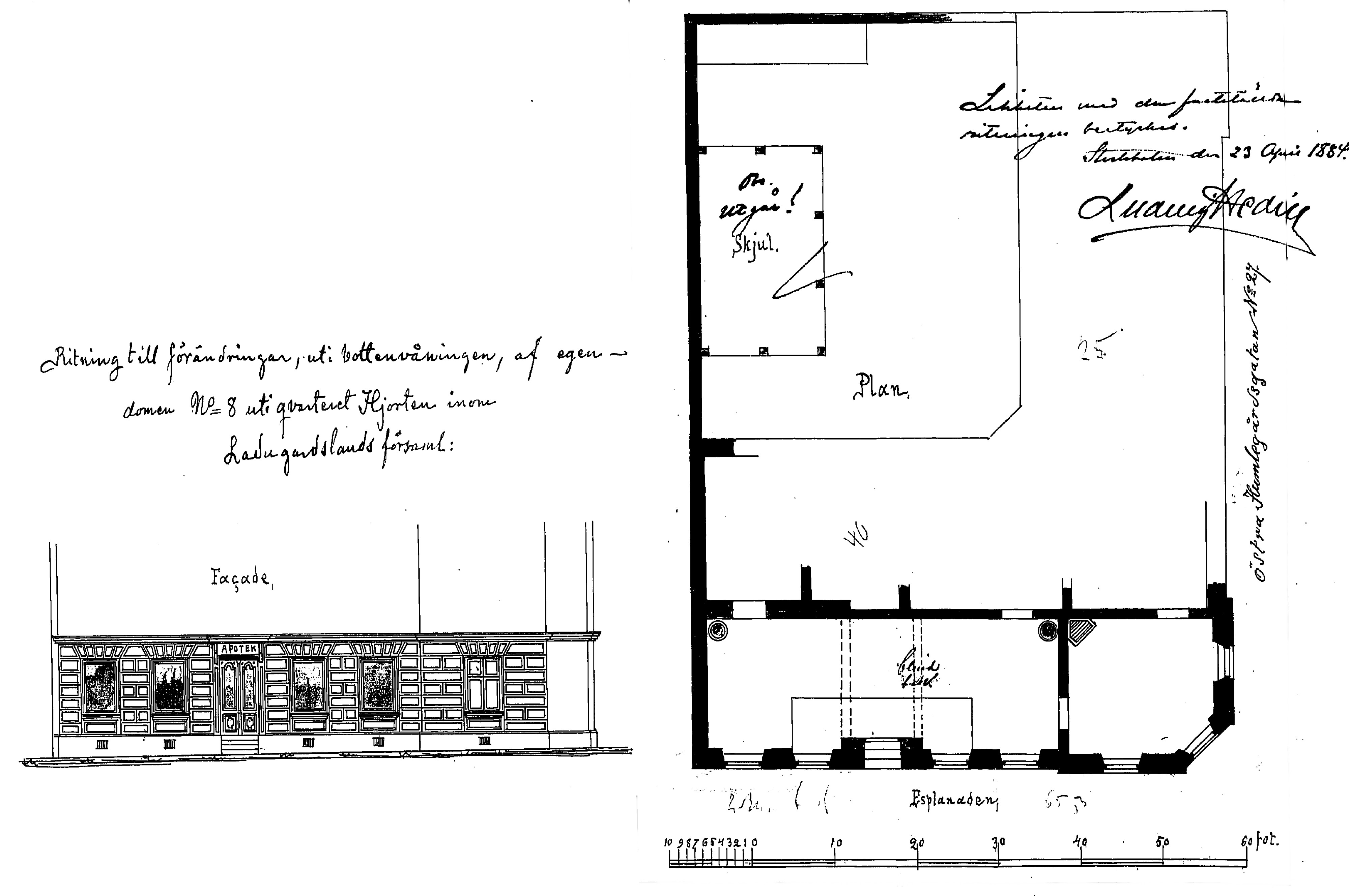
Ombyggnad för Apoteket Elefanten 1884.

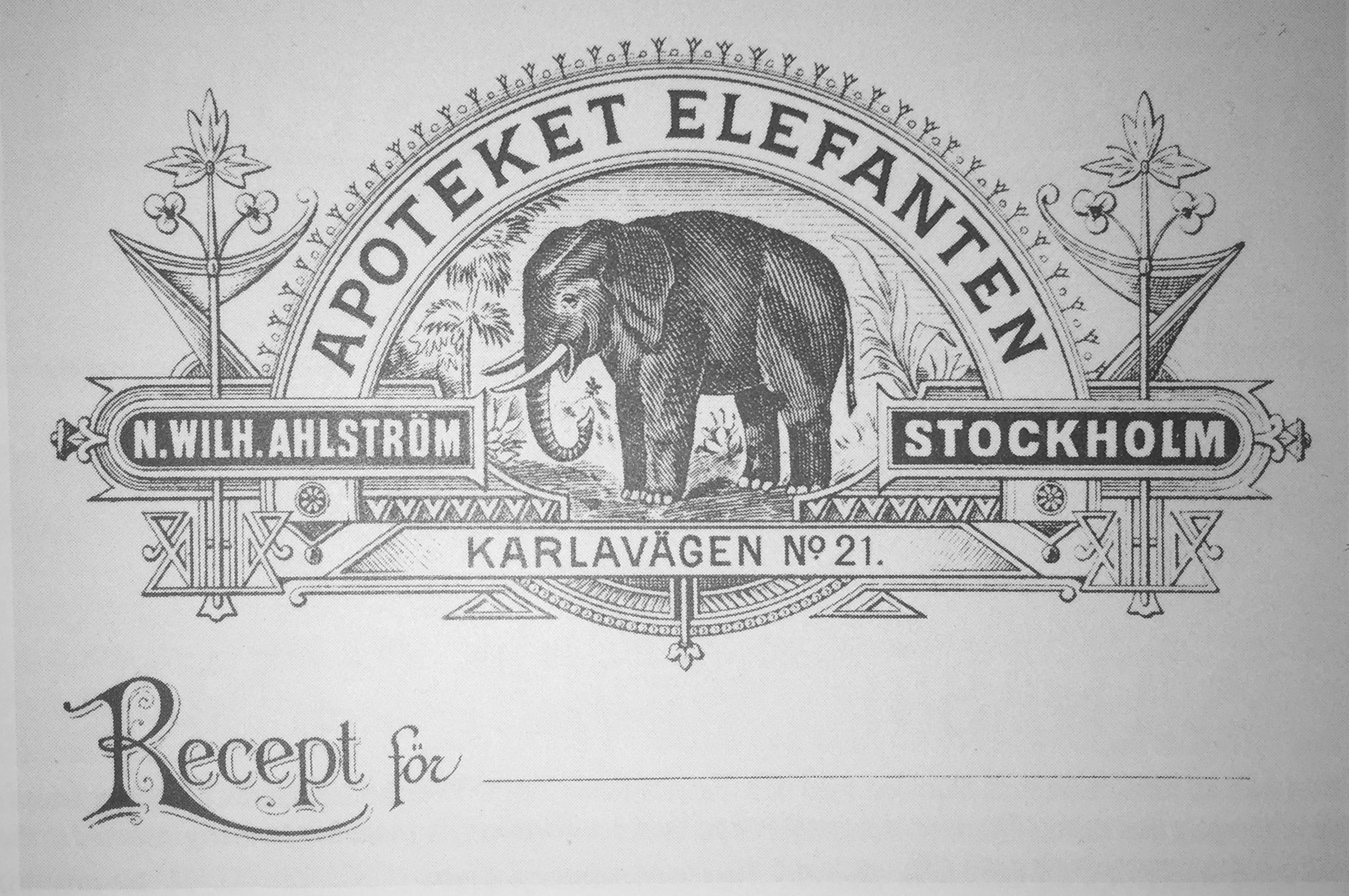
Recept

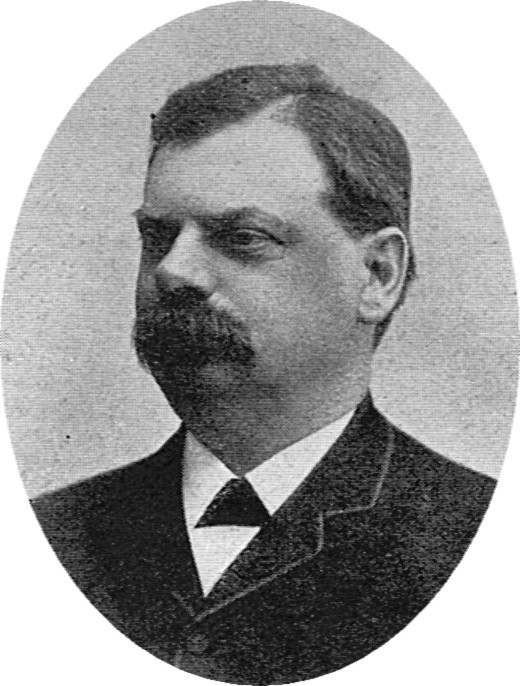
Arthur Kaijser

Apoteksprivilegium att inrätta ett nytt apotek på Östermalm utfärdades den 3 mars 1884 och tilldelades apotekaren Niklas Wilhelm Emanuel Ahlström (1835-1903), som tidigare hade ett apotek i Södertälje. Kravet var att han skulle öppna verksamheten inom ett år och att apoteket skulle heta ”Elefanten”. Ahlström förvärvade samma år hörnfastigheten Hjorten 8 vid dåvarande Esplanaden 21 (nuvarande Karlavägen 51) och öppnade redan i oktober 1884 sitt nya apotek. Huset härrör från 1879 och Ahlström lät genom en ombyggnad 1884 anpassa bottenvåningens hörnlokal till apoteksverksamhet. År 1896 öppnades en ny entrédörr från hörnet Karlavägen / Brahegatan. 
Efter Ahlströms död 1903 övertogs apoteket av Arthur Kaijser (1850-1915), som innan dess ledde ett apotek i Enköping. Under hans tid smyckades entrén mot Karlavägen med ett skärmtak och en portomfattning, formgivet i jugend av arkitekt Lars Israel Wahlman. Skärmtaket var svängd och utfört i glas och smidesjärn, i dörröverstycket placerades en relief visande en elefant. Idag finns bara portomfattningen och elefanten kvar.
År 1928 var J.W. Hamner apotekare på Elefanten, då utfördes en större ombyggnad av apotekslokalerna efter ritningar av arkitekt Ivar Callmander. Förutom en portvaktslägenhet disponerade apotekets verksamhet hela bottenvåning med laboratorier, förråd för läkemedel, personalrum och butikslokaler. Inredningen i försäljningslokalen var av mörkt träslag och täckte alla väggar. Taket var utfört i cederträinfattat, målat glas med växtmotiv, apotekssymboler och porträtt av svenska vetenskapsmän som Anders Celsius, Jöns Jacob Berzelius, Carl von Linné och Carl Gustaf Mosander.
Apoteket Elefanten fanns kvar på sin ursprungliga adress fram till år 1975 då det skulle stängas trots protester från allmänheten. Bland annat engagerade sig revyförfattaren Kar de Mumma för dess bevarande. Genom stadsantikvarien aktualiserades frågan om ett bevarande av andra historiska apotek, vilket ledde fram till Riksantikvarieämbetets apoteksinventering under slutet av 1970-talet.  Det målade glastaket finns idag att beskåda i Apotekarsocietetens museum på Wallingatan 26.
En del av de gamla apotekslokalerna (bland annat laboratorium och förråd) byggdes år 2002 om till bostad medan den publika delen idag nyttjas av ett företag utan anknytning till apoteksverksamhet.

## Bilder

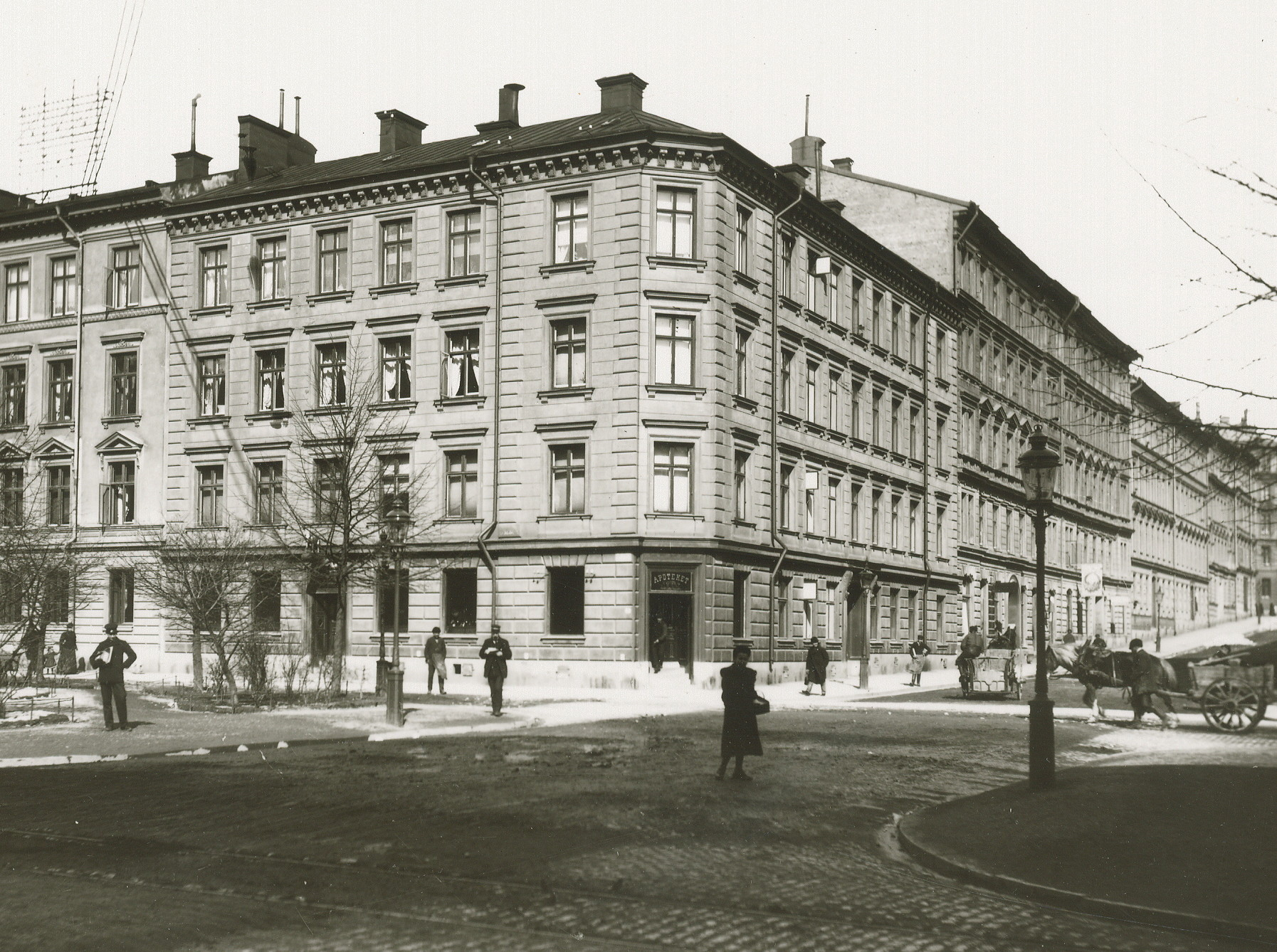
Fastigheten Karlavägen / Brahegaten, 1910-tal
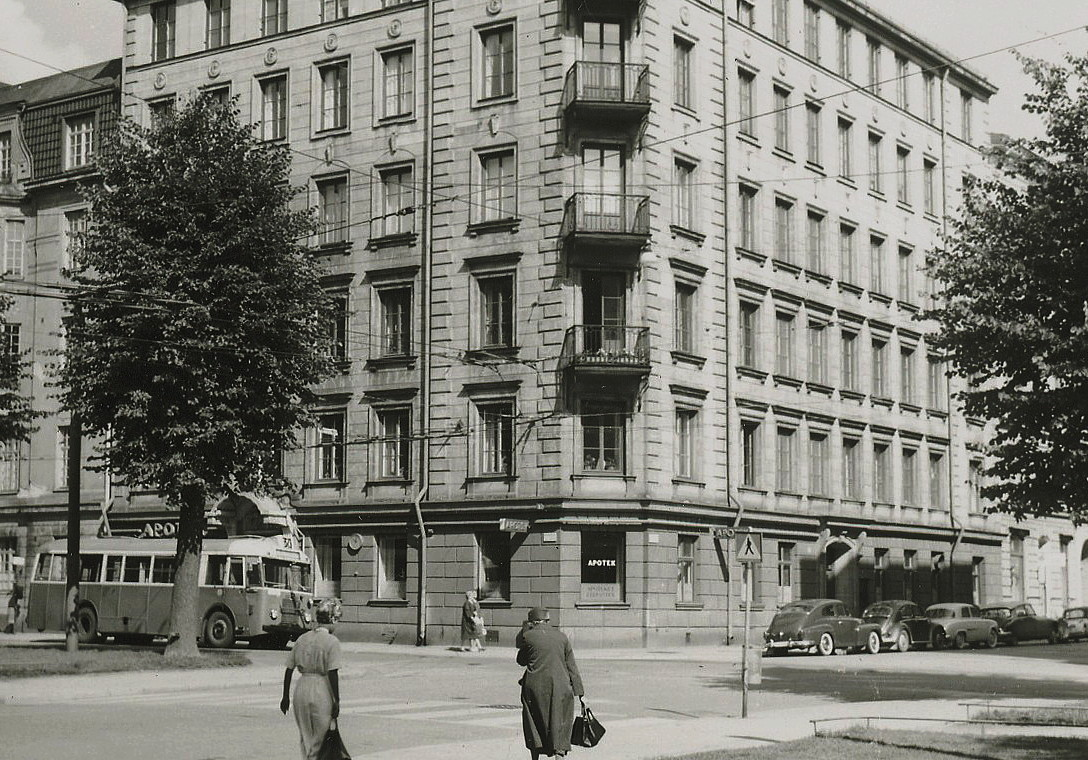
Fastigheten Karlavägen / Brahegaten, 1961
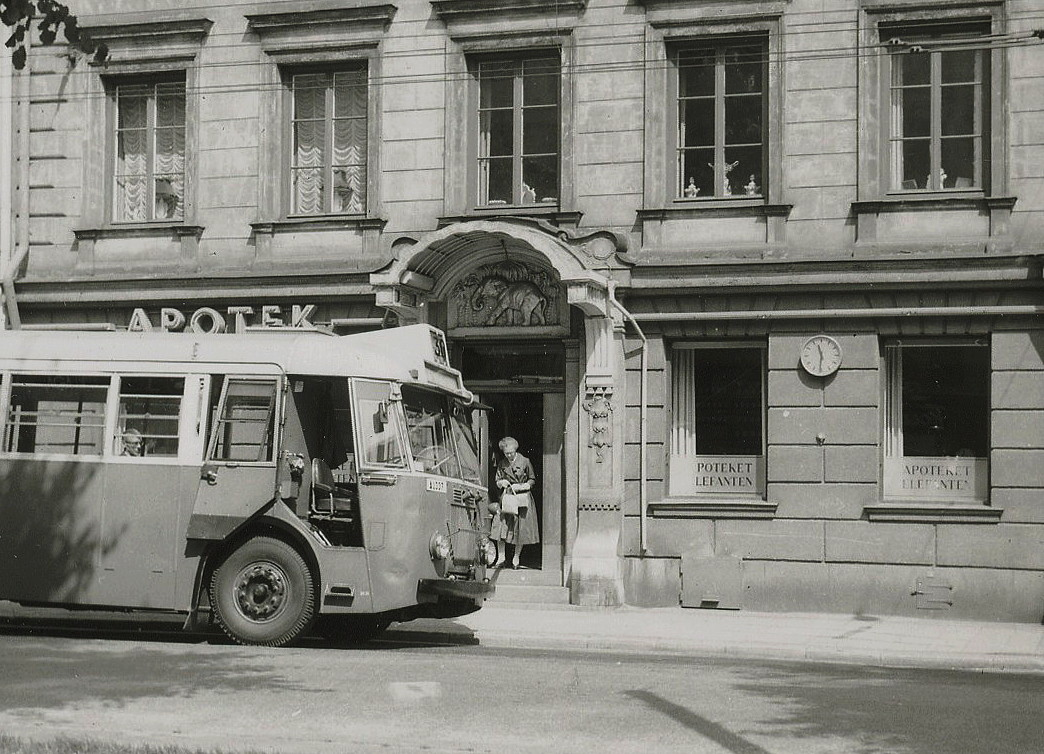
Entrén med skärmtak och elefant, 1961
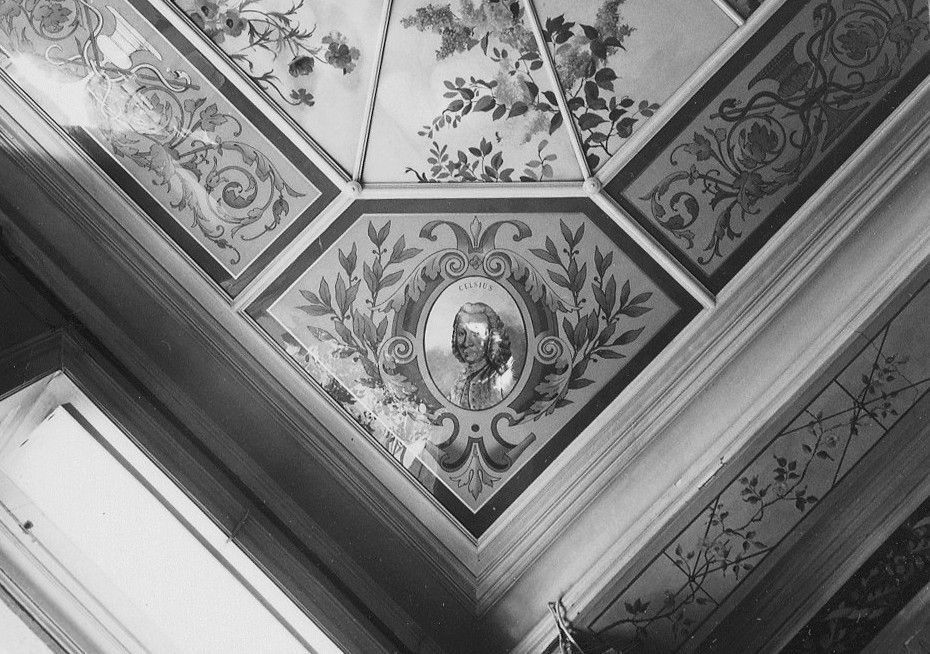
Del av glastaket med Celsius porträtt, 1965
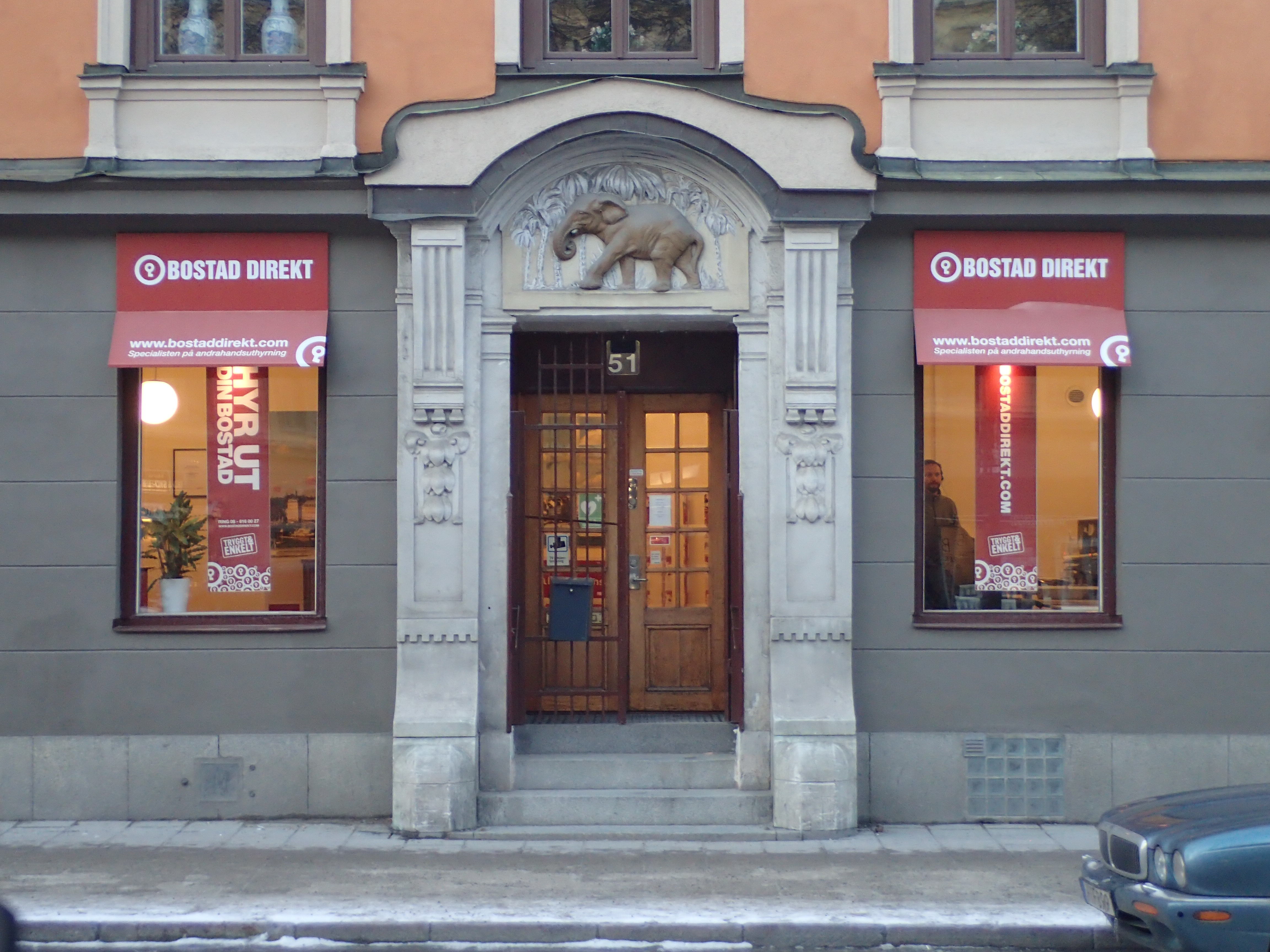
Elefantens gamla entré, 2016